# Obersaal (Saal an der Donau)
Obersaal ist ein Gemeindeteil und der Hauptort der Gemeinde Saal an der Donau.